# Mietvilla Reinickstraße 2

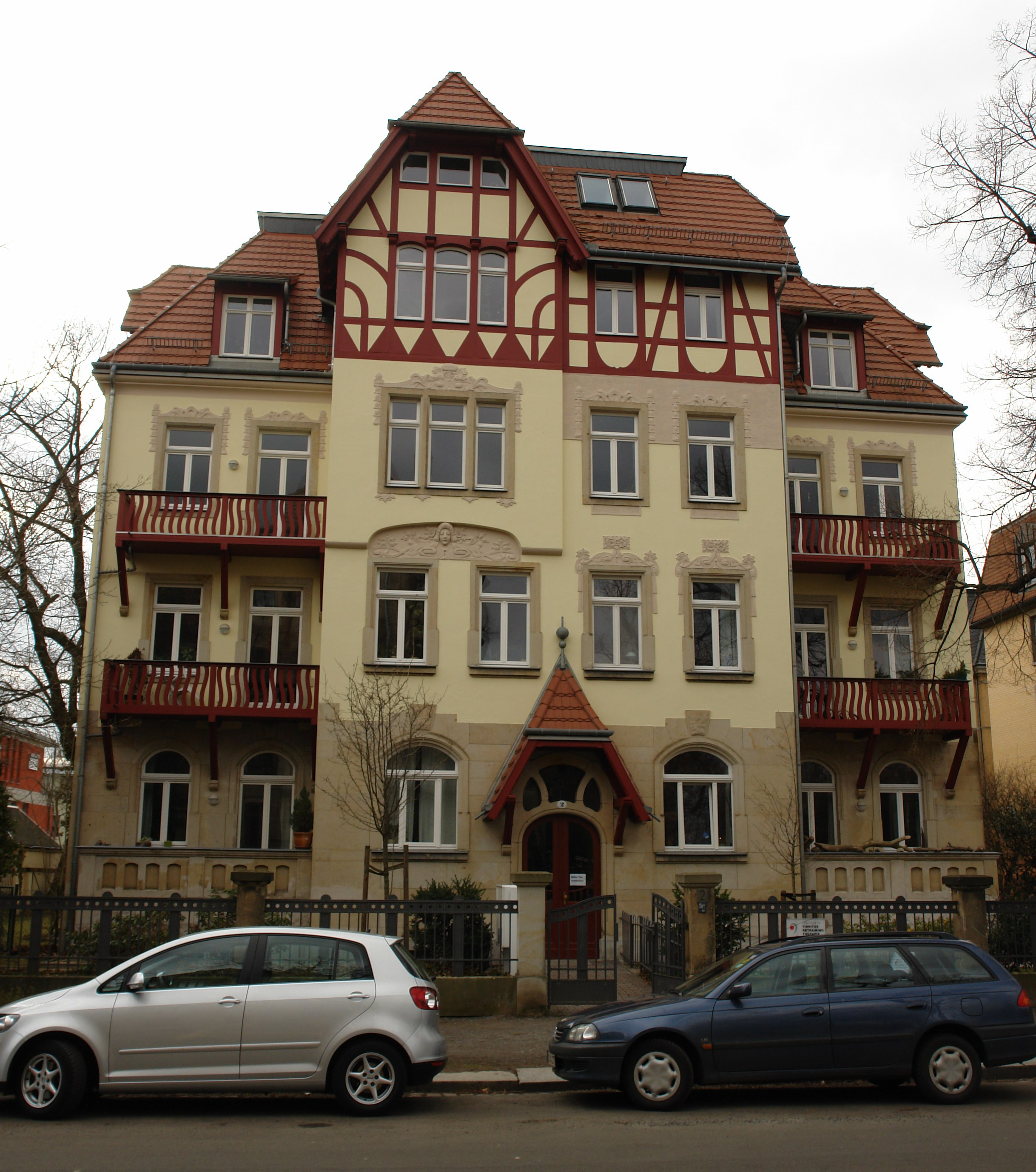
Mietvilla Reinickstraße 2

Die Mietsvilla Reinickstraße 2 ist ein denkmalgeschütztes freistehendes Mehrfamilienwohnhaus mit Arztpraxen an der nach dem Dichter und Maler Robert Reinick benannten Straße im Dresdner Stadtteil Striesen.
Das freistehende, dreigeschossige Gebäude mit ausgebautem Dachgeschoss wurde im Jahre 1903 im Jugendstil erbaut. Das Haus ist verputzt und hat eine „differenziert strukturierte“ Fassade, die mit Sandstein sowie figürlicher und floraler Ornamentik gegliedert wurde.
Vier der acht Achsen der Fassade werden vom mittig angelegten Risaliten vereinnahmt. Dieser hat als oberen Abschluss ein viertes Geschoss, das in Fachwerk ausgeführt wurde.
Zu den früheren Bewohnern des Hauses gehörte der Maler und Grafiker Georg Erler.